# Karl von Freyberg (Landrat)
Karl Freiherr von Freyberg (* 28. März 1882 in München; † im 20. Jahrhundert) war ein deutscher Landrat. 

## Leben
Nach dem Abitur am Luitpold-Gymnasium München absolvierte Karl von Freyberg ein Studium der Rechtswissenschaften an der Ludwig-Maximilians-Universität München und leistete nach der abgelegten ersten juristischen Staatsprüfung den dreijährigen Vorbereitungsdienst (Referendariat). Im Jahre 1907 folgte das Große juristische Staatsexamen. 1908 zunächst als Akzessist bei der Regierung von Oberbayern eingesetzt, wurde er Amtsanwalt beim Bezirksamt München und kam 1909 in das Staatsministerium des Innern. Zum 1. Januar 1913 zum Assessor beim Bezirksamt Beilngries ernannt, meldete er sich freiwillig für den Kriegsdienst, wo er in der Kriegsnachrichtenstelle des Stellvertretenden Generalkommandos des I. Armeekorps in Lindau eingesetzt war.  Bevor er am 1. Februar 1926 zum Bezirksamtsvorstand (ab 1939 Landrat) des Bezirksamtes Bad Brückenau (ab 1939 Landkreis Bad Brückenau) ernannt wurde, war von Freyberg noch als Assessor im Staatsministerium des Innern tätig. Zum 1. Juni 1927 wurden ihm Titel und Rang eines Oberregierungsrats verliehen.
Aus gesundheitlichen Gründen bat er am 20. Juli 1945 um Versetzung in den Ruhestand. Zum 9. Oktober 1945 wurde er aus dem Dienst verabschiedet und erhielt vom 1. Januar 1946 an ein Ruhegehalt als ehemaliger Beamter. 
Von Freyberg war Mitglied des Freikorps Epp und gehörte auch dem Kyffhäuserbund an.